# Norgesmesterskapet 1979
La Norgesmesterskapet 1979 di calcio fu la 74ª edizione del torneo. La squadra vincitrice fu il Viking, che vinse la finale contro lo Haugar con il punteggio di 2-1.

## Risultati

### Terzo turno
| Squadra 1     | Risultato      | Squadra 2       |
| ------------- | -------------- | --------------- |
| Fredrikstad   | 1 – 0 (d.t.s.) | Kvik Halden     |
| Lyn Oslo      | 3 – 1          | Larvik Turn     |
| Lillestrøm    | 3 – 0          | Eik-Tønsberg    |
| Eidsvold Turn | 1 - 1 (d.t.s.) | Mjøndalen       |
| Lillehammer   | 1 – 0          | Moss            |
| Raufoss       | 4 – 1          | Ullensaker/Kisa |
| Pors          | 0 - 1          | Bryne           |
| Start         | 3 – 1          | Ørn             |
| Klepp         | 0 - 1 (d.t.s.) | Viking          |
| Os            | 1 - 1 (d.t.s.) | Haugar          |
| Varegg        | 1 - 3 (d.t.s.) | Brann           |
| Bergsøy       | 1 - 3          | Rosenborg       |
| Molde         | 4 – 2          | Skarbøvik       |
| Strindheim    | 3 – 1          | Steinkjer       |
| Nessegutten   | 3 – 1          | Mo              |
| Tromsø        | 1 - 2          | Mjølner         |

#### Ripetizione
| Squadra 1            | Risultato      | Squadra 2     |
| -------------------- | -------------- | ------------- |
| Haugar               | 1 – 0          | Os            |
| Mjøndalen            | 1 - 1 (d.t.s.) | Eidsvold Turn |
| Seconda ripetizione. |                |               |
| Eidsvold Turn        | 2 - 3 (d.t.s.) | Mjøndalen     |

### Quarto turno
| Squadra 1   | Risultato      | Squadra 2   |
| ----------- | -------------- | ----------- |
| Fredrikstad | 6 – 2          | Nessegutten |
| Lillehammer | 0 - 3          | Lillestrøm  |
| Mjøndalen   | 3 – 0          | Lyn Oslo    |
| Bryne       | 4 – 0          | Molde       |
| Viking      | 1 – 0 (d.t.s.) | Raufoss     |
| Haugar      | 2 – 0          | Start       |
| Brann       | 2 – 1          | Strindheim  |
| Mjøndalen   | 3 - 3 (d.t.s.) | Rosenborg   |

#### Ripetizione
| Squadra 1 | Risultato | Squadra 2 |
| --------- | --------- | --------- |
| Rosenborg | 4 – 2     | Mjøndalen |

### Quarti di finale
| Squadra 1   | Risultato | Squadra 2 |
| ----------- | --------- | --------- |
| Fredrikstad | 0 - 3     | Mjøndalen |
| Lillestrøm  | 1 - 2     | Brann     |
| Haugar      | 5 – 0     | Bryne     |
| Rosenborg   | 0 - 1     | Viking    |

### Semifinali
| Squadra 1 | Risultato | Squadra 2 |
| --------- | --------- | --------- |
| Mjøndalen | 1 - 3     | Haugar    |
| Viking    | 1 – 0     | Brann     |

### Finale
| Arbitro: | Fredriksen |

|                                        |           |            |
| Berntsen 55’ (rig.) Vikanes 62’ (aut.) | Marcatori | 25’ Mooney |

#### Formazioni
| Viking          |  |                    |     |
|                 |  |                    |     |
|                 |  | Erik Johannessen   |     |
|                 |  | Bjarne Berntsen    |     |
|                 |  | Tor Reidar Brekke  |     |
|                 |  | Per Henriksen      |     |
|                 |  | Tonning Hammer     |     |
|                 |  | Inge Valen         |     |
|                 |  | Svein Fjælberg     |     |
|                 |  | Svein Kvia         |     |
|                 |  | Finn Krogh         |     |
|                 |  | Trygve Johannessen |     |
|                 |  | Isak Arne Refvik   | 87’ |
| A disposizione: |  |                    |     |
|                 |  | Trond Ekholdt      | 87’ |
|                 |  | Torbjørn Svendsen  |     |
|                 |  | Magnus Flatestøl   |     |
| Allenatore:     |  |                    |     |
| Tony Knapp      |  |                    |     |

| Haugar         |  |                    |  |     |
|                |  |                    |  |     |
|                |  | Steve Hopson       |  |     |
|                |  | Rune Larsen        |  | 73’ |
|                |  | Leif Birkeland     |  |     |
|                |  | Jens Egil Vikanes  |  |     |
|                |  | Terje Solberg      |  |     |
|                |  | Dennis Burnett     |  |     |
|                |  | Harald Undahl      |  |     |
|                |  | Eivind Hovland     |  | 90’ |
|                |  | Tor Nilsen         |  |     |
|                |  | Dean Mooney        |  |     |
|                |  | Dag Christophersen |  |     |
| A disposizione |  |                    |  |     |
|                |  | ?                  |  | 73’ |
|                |  | Åge Sørensen       |  | 90’ |
| Allenatore:    |  |                    |  |     |
| Dennis Burnett |  |                    |  |     |